# Golicyno (stacja kolejowa)
Golicyno (ros. Голицыно) – węzłowa stacja kolejowa w miejscowości Golicyno, w rejonie odincowskim, w obwodzie moskiewskim, w Rosji. Węzeł linii Moskwa – Mińsk – Brześć z linią do Zwienigorodu.

## Historia
Stacja powstała w XIX w. na drodze żelaznej moskiewsko-brzeskiej, pomiędzy stacjami Odincowo i Kubinka.
1 kwietnia 1939 w pociągu stojącym na stacji zmarł Anton Makarenko.

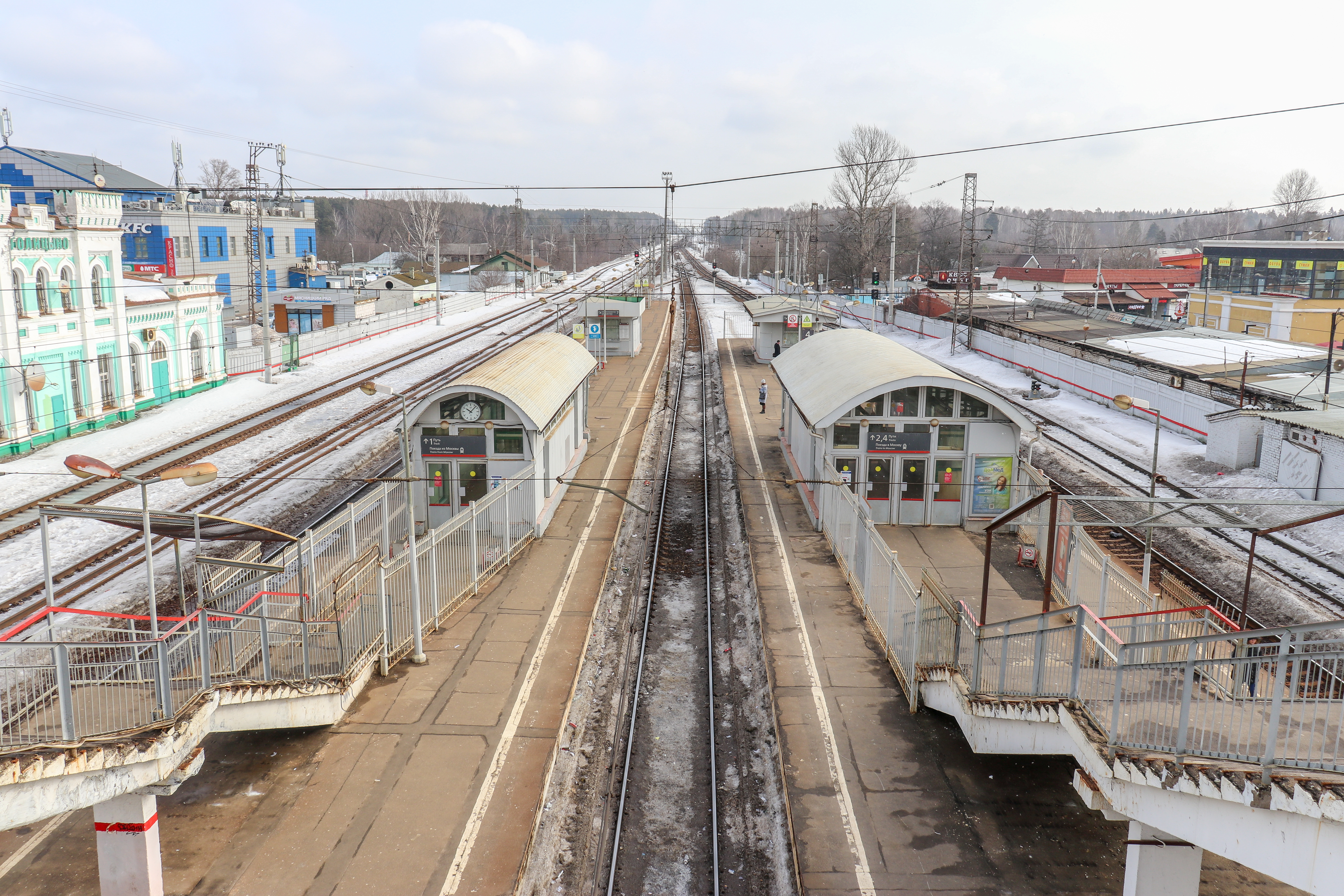
perony; widok w stronę Moskwy
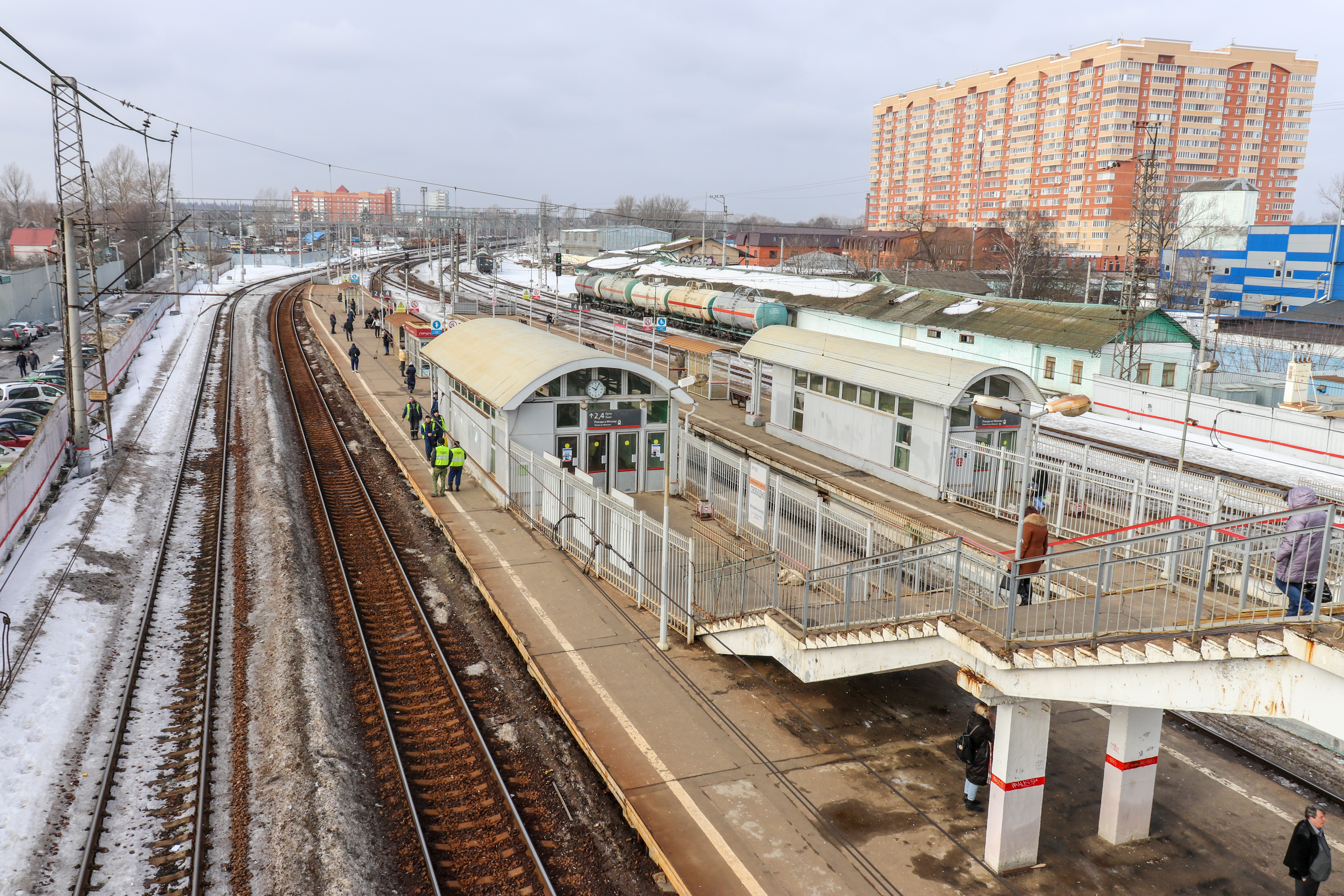
perony; widok w stronę Brześcia